# Egon und das achte Weltwunder
Egon und das achte Weltwunder ist ein 1962 erschienenes satirisch-kritisches Jugendbuch von Joachim Wohlgemuth, das in der DDR zu einem Bestseller und bereits zwei Jahre später verfilmt wurde.

## Handlung
Dem Handlanger und Haupthelden Egon Brümmer begegnet zu Beginn seines Einsatzes im „Jugendobjekt“ zur Meliorisierung der Friedländer Großen Wiese sein achtes Weltwunder, die Abiturientin Christine, welche seine Zuneigung erwidert. Doch damit fangen für ihn große Schwierigkeiten an. Mit Lügen und Ausreden verstrickt er sich plötzlich tief in ein Netz, aus dem es beinah kein Entkommen mehr gibt.

## Bedeutung
Der Roman gehört zur sogenannten Jeans-Literatur über den jugendlichen Lebensstil in der DDR. Wohlgemuth beschritt damit sehr erfolgreich neue Wege in der Jugendbuchszene.

## Film
Christian Steinke führte Regie bei der filmischen Umsetzung des Romans 1964. 
Darsteller waren u. a.:
- Gunter Schoß,
- Traudl Kulikowsky,
- Heinz Behrens
- Eckart Friedrichson

## Ausgaben
- Joachim Wohlgemuth: Egon und das achte Weltwunder, Steffen Verlag 2011, ISBN 978-3-941683-06-8